# Ogneanovo, Sofia
Ogneanovo (în bulgară Огняново) este un sat în comuna Elin Pelin, regiunea Sofia,  Bulgaria. 

## Demografie
Componența etnică a satului Ogneanovo
     Bulgari (96,36%)
     Nicio identificare (3,63%)
     Altele (0%)
La recensământul din 2011, populația satului Ogneanovo era de 165 locuitori. Din punct de vedere etnic, majoritatea locuitorilor (96,36%) erau bulgari. Pentru 3,63% din locuitori nu este cunoscută apartenența etnică.